# Michele Moody-Adams
Michele Moody-Adams (rojena 31. avgust 1956, Združene države Amerike) je filozofinja, ki dela na področjih moralne filozofije, etike in legalne teorije. 

## Življenje

### Otroštvo in izobraževanje
Michele je odraščala v južnem Chicagu z mamo in očetom učiteljem. S slednjim sta si bila zelo blizu, saj sta delila zanimanje za opero in klasično glasbo. Študirala je na kolidžu Wellesley in iz filozofije diplomirala leta 1978. Kasneje je z Marshallovo štipendijo obiskovala tudi fakulteto Somerville, ki je del univerze v Oxfordu. Leta 1980 je tam prejela diplomo iz filozofije, politike in ekonomije. Šest let kasneje si je ob podpori mentorja Johna Rawlsa s svojo disertacijo o filozofskem pogledu na moralna vprašanja z naslovom "Moral Philosophy Naturalized: Morality and Mitigated Skepticism in Hume" prislužila naziv doktorice filozofije na univerzi Harvard.

### Kariera
Svojo karierno pot je začela kot profesorica filozofije in prodekanja za dodiplomsko izobraževanje na univerzi Indiana Bloomington, leta 2000 pa je delo nadaljevala na univerzi Cornell. Februarja 2009 je z univerzitetnimi sredstvi sponzorirala kontroverzno študentsko razstavo na univerzitetnem kampusu, imenovano Islamic Alliance for Justice. Razstavo je sestavljalo 1300 znakov in zastav, ki so predstavljali mrtve Palestince in Izraelce. Menila je, da maščevanje ni rešitev in bi lahko ameriški vojaški odziv pomenil konec vsega, za kar se je vredno boriti.
Ko je prevzela delovno mesto na Columbijski univerzi, so jo administratorji spoštovali in cenili njene izkušnje ter akademske poglede. Bila je namreč prva ženska in prva temnopolta dekanja na omenjeni univerzi.
Leta 2009 je Michelle napovedala svoj odstop, od funkcije dekanje pa se je uradno poslovila šele tri leta kasneje. Razlog za njeno odločitev so bile spremembe v politiki univerze, ki bi lahko močno vplivale tako na finance fakultete kot na akademsko kakovost. Ob odstopu z mesta dekanje je obdržala stalno delovno mesto na univerzi Columbia, kjer je bila zaposlena kot profesorica politične filozofije in pravne teorije Josepha Strausa na njihovem oddelku za filozofijo.

### Zasebno življenje
Poročena je z Jamesom Elijem Adamsom, ki je strokovnjak na področju viktorijanske literature in profesor angleščine in primerjalne literature na univerzi Columbia. Leta 1996 se jima je rodila hči Katherine. 

## Dela
Michele Moody-Adams je pisala je o morali, socialnih pravicah, demokraciji, spolu in rasi. Objavila je veliko recenzij in člankov ter dve knjigi. 

### Fieldwork in Familiar Places: Morality, Culture, and Philosophy
Svojo prvo knjigo, Fieldwork in Familiar Places: Morality, Culture, and Philosophy, je Michelle napisala leta 1997 in še istega leta je bila izdana pri založbi Harvard. V delu izziva moralo, kulturo in objektivnost. Analizira tudi dokaze, ki jih antropologi uporabljajo za moralni relativizem in verjame, da se lahko vsak sam odloči, kaj morala sploh je.

### Making Space for Justice: Social Movements, Collective Imagination, and Political Hope
Njena druga knjiga, Making Space for Justice: Social Movements, Collective Imagination, and Political Hope, je izšla junija 2022 pri založbi Columbijske univerze. Odgovarja na socialna, politična in filozofska vprašanja o pravici in načinih, s pomočjo katerih pravico zahtevamo. Avtorica se opira na progresivna socialna gibanja od 19. stoletja do danes, ki so po njenem mnenju gonilna sila socialnih sprememb in temeljijo na filozofskih in praktičnih načelih. V knjigi kritizira poklicne filozofe, ker se ne vključujejo v družbeno dogajanje, ampak o njem samo razpravljajo in zato ne morejo socialnih gibanj razumeti tako dobro kot sociologi. Knjiga je interdisciplinarna, saj vključuje področja filozofije, antropologije, sociologije, politične znanosti, zgodovine, literature in naravoslovja.
V delu se Michelle Moody-Adams sprašuje, kako smo lahko prepričani, da moralno napredujemo, če ni končne točke, kamor moramo usmerjati socialne institucije in svoja prizadevanja. Zagovarja hipotezo, da moralni napredek v družbi prepoznamo lokalno, na primer glede na naše sprejemanje manjšin in stigmatiziranih skupin. Moralni napredek je rezultat političnih bojev, ki jih avtorica obravnava v knjigi, pri tem pa poudarja, da k spremembam ne vodijo samo filozofi, ampak tudi umetniki, pesniki…

Knjiga med drugim raziskuje tudi načine, na katere socialna gibanja s političnim aktivizmom združujejo teorijo in prakso. Za politična gibanja je pomembno upanje, ki je po Michellinem mnenju posledica ukrepanja. Borijo se za pravico, zahtevajo spoštovanje in sočutje ob trpljenju. Kot odgovor na progresivna socialna gibanja so se oblikovala tudi reakcijska socialna gibanja, ki jih je strah, da jim ostali nekaj odvzemajo. Avtorico skrbi mnenje progresivnih mislecev, da ljudem po storjeni napaki ne smemo nikoli oprostiti. Meni, da bi se morali vsi ravnati po načelu “Civic grace”, po katerem vsem želimo dobro, tudi našim nasprotnikom nasprotniki. 

## Seznam del
●      Making Space for Justice: Social Movements, Collective Imagination, and Political Hope (Cambridge: Columbia University Press, 2022).
●      Fieldwork in Familiar Places: Morality, Culture and Philosophy (Cambridge: Harvard University Press, 1997).
●      "The Idea of Moral Progress," Metaphilosophy (1999).
●      "Grrffin's Modest Proposal," Utilitas (1999).
●      "A Commentary on Color Conscious: The Political Morality of Race," Ethics (1999).
●      "The Virtues of Nussbaum's Essentialism," Metaphilosophy (1998).
●      "Culture, Responsibility, and Affected Ignorance," Ethics (1994).
●      "Theory, Practice and the Contingency of Rorty's Irony," Journal of Social Philosophy (1994).
●      "Race, Class and the Social Construction of Self-Respect," Philosophical Forum (1992-3).
●      "On the Old Saw that Character is Destiny," in Identity, Character, and Morality: Essays in Moral Psychology, ed. O. Flanagan and A. Rorty (Cambridge, Ma.: MIT Press, 1991).
●      "Gender and the Complexity of Moral Voices," in Feminist Ethics, ed. Claudia Card (Lawrence: University Press of Kansas, 1991).
●      "On Surrogacy: Morality, Markets and Motherhood," Public Affairs Quarterly (1991).
●      "On the Alleged Methodological Infirmity of Ethics," American Philosophical Quarterly (1990).